# Gérald Genta
Charles Gérald Genta (Ginevra, 1º maggio 1931 – 17 agosto 2011) è stato un progettista e gioielliere svizzero di orologi e gioielli, noto per l'omonimo marchio di orologi e per il suo lavoro di progettazione sviluppato con altri marchi di orologeria come: IWC, Universal Genève, Omega SA, Patek Philippe e Audemars Piguet. Christie's di New York chiama l'opera di Genta "la Fabergé degli orologi", mentre The Wall Street Journal considera i suoi lavori "gli orologi più complicati e costosi al mondo". Viene considerato uno dei più importanti designer di orologi della storia.

## Biografia
Charles Gérald Genta nasce nel 1931 a Ginevra da madre svizzera e padre piemontese. Nel 1951 all'età di 20 anni, Genta completa la sua formazione con un diploma federale svizzero specializzandosi in oreficeria e gioielleria.
Subito dopo Genta viene assunto dalla maison di orologeria Universal Genève SA, all'epoca uno dei produttori più conosciuti negli Stati Uniti e in Europa per la produzione di orologi con cronografo.
All'età di 23 anni progetta per la maison il celebre "SAS Polerouter", per commemorare i voli artici della compagnia aerea Scandinavian Airlines, orologio che diventa un grande successo per Universal Genève e che lancia la carriera di Genta. Successivamente per lo stesso brand creerà il "Golden Shadows", che nello specifico conteneva un movimento a micro-rotore considerato per l'epoca un'innovazione tecnologica nel mondo dell'Orologeria.
Al termine della sua collaborazione con Universal Genève, Genta viene contattato da svariate case di orologeria, in primis Omega per la quale rinnova la linea "Constellation". Successivamente nel 1970 collabora con Audemars Piguet, e per loro progetta il modello che diventerà il successo del brand: il "Royal Oak", ispirandosi alle linee ottagonali e alle viti viste su di un elmetto da sommozzatore. A metà degli anni '70 viene contattato da Patek Philippe per la quale crea l'orologio "Nautilus", tutt'oggi in produzione nonché fiore all'occhiello per la casa svizzera. 

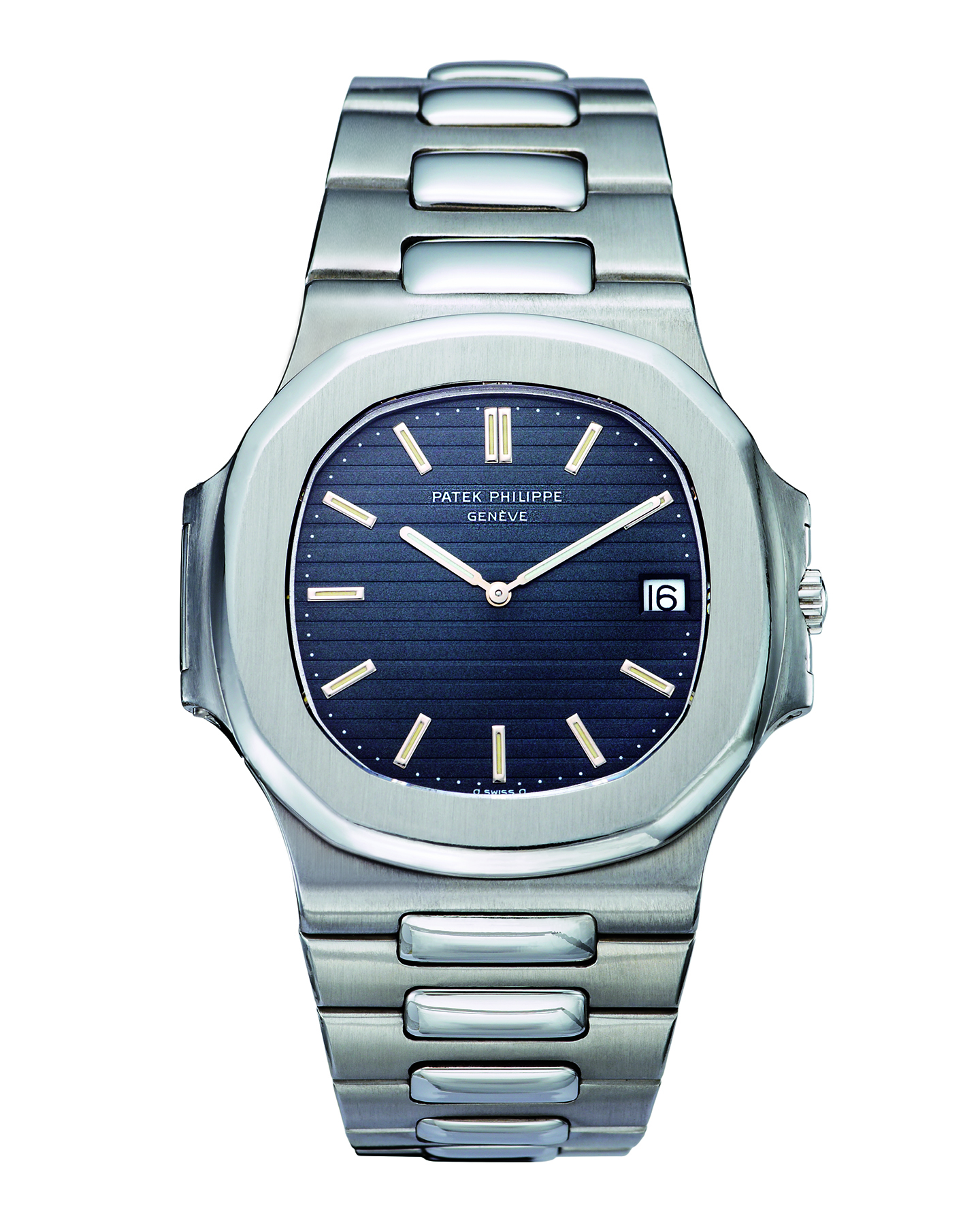
il modello "Nautilus" della casa manifatturiera Patek Philippe, ideato da Genta

Tra gli altri orologi progettati da Genta lo "Yacht Club II" e il "Ingenieur" per IWC, il "Bvlgari Bvlgari" per l'omonima casa, e molte altre collaborazioni con brand come Cartier, Van Cleef & Arpels, Chaumet, Hamilton, Seiko e Timex.
In contemporanea alle sue collaborazioni, nel 1969 Gérald Genta fonda il suo eponimo marchio di orologeria producendo modelli esclusivi e di raffinata meccanica. Tra i clienti più celebri di Gerald Genta vi sono teste coronate come il principe Ranieri III di Monaco, re Hassan II del Marocco, re Juan Carlos I di Spagna e regina Sofia di Grecia, re Fahd dell'Arabia Saudita e la Regina Madre d'Inghilterra.
Negli anni 80, riesce ad ottenere delle licenze speciali da parte della Walt Disney Company, producendo orologi con vari personaggi dei classici Disney come Topolino, Minnie, Paperino e Pippo raffigurati sul quadrante.
Nel 2000, la casa di orologi fondata da Genta viene acquistata da Bulgari (successivamente acquisita nel 2011 da LVMH) che, da allora, è titolare di tutti i diritti di marchi, design e brevetti della Gérald Genta SA, continuando la distribuzione di orologi a marchio Gérald Genta. Sempre nel 2000 fonda una nuova casa di orologi, questa volta chiamata Gerald Charles, brand che vende nel 2003 ad un gruppo di investitori, ma per il quale rimarrà direttore creativo fino alla sua morte.
Gérald Genta muore all'età di 80 anni nell'agosto 2011.
Nel 2019, Bulgari celebra il 50º Anniversario del marchio Gérald Genta con il lancio di un nuovo orologio. Nel Marzo 2023 Il Financial Times pubblica un articolo annunciando il ritorno del marchio Gérald Genta sotto la supervisione di Jean Arnault, figlio minore di Bernard Arnault, e in collaborazione con la vedova Evelyne Genta.